# Народная Республика Ангола
Народная Республика Ангола (порт. República Popular de Angola, PRA, НРА) — ангольское самопровозглашённое государство 1975—1992 годов. Однопартийное государство реального социализма (коммунистическое государство). Провозглашена 11 ноября 1975 после получения независимости от Португалии под властью движения МПЛА. С 1977 года официальной государственной идеологией НРА являлся марксизм-ленинизм. Находилась в военно-политическом союзе с Советским блоком. В начале 1990-х конституционной реформой преобразована в Республику Ангола. Вся история НРА пришлась на период гражданской войны.

## Предыстория
Войну за независимость Португальской Анголы вели три повстанческих движения — марксистское МПЛА Агостиньо Нето, консервативное ФНЛА Холдена Роберто, леворадикальное УНИТА Жонаша Савимби. Наиболее активны были партизанские формирования МПЛА — ЭПЛА. Раскол антиколониальных сил способствовал их ослаблению: к середине 1970-х португальские войска в Анголе контролировали положение гораздо эффективнее, нежели в Мозамбике и тем более в Гвинее-Бисау.
25 апреля 1974 португальская Революция гвоздик свергла авторитарный режим. Началась деколонизация «заморских территорий», в том числе Анголы. 15 января 1975 правительство Португалии и представители МПЛА, ФНЛА и УНИТА подписали Алворское соглашение о переходе к независимости (от переговорного процесса были отстранены кабиндские сепаратисты ФЛЕК Луиша Ранке Франке и Восточное восстание Даниэла Чипенды). Было сформировано переходное правительство с участием трёх движений, выработан план объединения вооружённых сил, на октябрь назначены выборы.
Однако программные установки, социальные и этноплеменные ориентации МПЛА, ФНЛА и УНИТА были практически несовместимы. МПЛА опиралось преимущественно на мбунду и городской средний класс, среди влиятельных руководителей были мулаты. Марксистская идеология предопределяла альянс с СССР, Кубой, Варшавским договором. Опорой ФНЛА являлись баконго, идеология основывалась на национал-консерватизме и антикоммунизме, внешними союзниками являлись страны Запада и Заир. УНИТА опиралась на овимбунду и поддерживала связи с маоистской КНР. Неизбежное столкновение сорвало Алворские договорённости. При этом левые власти Португалии и переходная администрация идеологически симпатизировали МПЛА и оказывали ощутимую поддержку.
Установление контроля над столицей позволяло провозгласить независимость на своих условиях. 9 июля 1975 в Луанде развернулись военные действия. Регулярные формирования МПЛА — ФАПЛА выбили отряды ФНЛА/ЭЛНА (УНИТА/ФАЛА были мало представлены в столице). Ожесточённые схватки завязались по всей стране. Силы ФНЛА контролировали северные провинции Заире и Уиже, позиции УНИТА были сильны в сельских районах центра, востока и юга — Уамбо, Бие, Мошико, Квандо-Кубанго. Под властью МПЛА находились Луанда, Кабинда, прилегающие к столице Северная Кванза, Южная Кванза, Бенгела и другие западные территории атлантического побережья.
Таким образом тринадцатилетняя война за независимость переросла в двадцатисемилетнюю гражданскую войну. С осени 1975 года ангольский военно-политический конфликт принял выраженный идеологический характер: МПЛА стояло на прокоммунистических и просоветских позициях, ФНЛА и УНИТА — на антикоммунистических и прозападных (Роберто в более правом варианте, Савимби в более левом). Но при этом МПЛА акцентировало лозунги национального единства «от Кабинды до Кунене» — тогда как в ФНЛА и УНИТА были сильны этноплеменные составляющие. Это различие привлекало значительную поддержку движению Агостиньо Нето.
В конфликт включились иностранные союзники каждого из движений. Президент Заира Мобуту направил армейские части на помощь своему родственнику Роберто. Президент США Джеральд Форд распорядился выделить по каналам ЦРУ на поддержку ФНЛА (в основном) и УНИТА (в гораздо меньшей степени) в общей сложности около 40 миллионов долларов. Эти действия республиканской администрации натолкнулись на оппозицию демократов в конгрессе. 19 декабря 1975 сенат принял поправку Кларка, запретившую помощь «частным военизированным организациям» в Анголе.
Савимби вступил в союз с режимом апартеида ЮАР — правительство Балтазара Форстера было обеспокоено перспективой появления на границах с оккупированной ЮЗА враждебного режима, поддерживающего СВАПО. В Анголу вступили южноафриканские регулярные войска. Первоначально они имели ограниченные задачи охраны определённых объектов, но быстро втянулись в широкомасштабные боевые действия против МПЛА.
Советское вооружение для МПЛА/ФАПЛА, включая тяжёлую технику, поступало через Браззавиль; Фидель Кастро направил в Анголу сначала добровольцев, потом регулярный экспедиционный контингент. Именно Куба инициировала вмешательство, тогда как руководство КПСС поначалу склонялось дистанцироваться от ангольской конфронтации.
Контроль МПЛА над столицей определил политическое развитие, кубинское военное вмешательство на стороне МПЛА — ход военных действий. 3 ноября 1975 в бою у селения Катенге (Каимбамбо, Бенгела) кубинцы остановили продвижение южноафриканцев. 10 ноября 1975 ФАПЛА и кубинцы нанесли решительное поражение ФНЛА/ЭЛНА в битве при Кифангондо.

## Государство

### Утверждение государственности
11 ноября 1975 президент Агостиньо Нето провозгласил в Луанде независимость Народной Республики Ангола (НРА) под властью МПЛА. Одновременно с церемонией в Луанде состоялись акты УНИТА и ФНЛА: Жонаш Савимби в городе Уамбо учредил Социальную Демократическую Республику Ангола (СДРА), Холден Роберто в городе Амбриш — Демократическую Республику Ангола (ДРА). 23 ноября 1975 СДРА и ДРА объединились в Народно-Демократическую Республику Ангола (НДРА) с центром в Уамбо. Савимби и Роберто объявили себя сопрезидентами страны.
Массированное наступление ФАПЛА при решающей поддержке кубинского контингента быстро прекратило существование НДРА. Уже в середине ноября были нанесены контрудары по южноафриканским войскам, наступление на Луанду окончательно захлебнулось. С декабря началось контрнаступление ФАПЛА. 11 января 1976 был взят Амбриш. 8 февраля 1976 правительственные и кубинские войска вступили в Уамбо. К марту ФНЛА/ЭЛНА были полностью разгромлены, южноафриканские и заирские войска покинули территорию Анголы. Партизанскую войну продолжали только УНИТА/ФАЛА, отступившие Длинным маршем в труднодоступные джунгли.
Правительство МПЛА установило очевидный контроль над большей частью территории страны. Последовала «лавина признаний» НРА на международном уровне. 11 февраля 1976 НРА была принята в ОАЕ, 1 декабря 1976 стала членом ООН.
Крупным пропагандистским успехом НРА стал в июне 1976 процесс над наёмниками в Луанде. Четверо подсудимых из тринадцати были казнены по обвинениям в военных преступлениях. Новое государство продемонстрировало свои военные возможности, твёрдость в принимаемых решениях, выставило своих противников в крайне негативном свете.

### Политический строй
Система власти НРА основывалась на однопартийной модели коммунистического государства. В декабре 1977 года съезд МПЛА объявил марксизм-ленинизм официальной партийно-государственной идеологией. Вся полнота власти принадлежала руководству МПЛА во главе с президентом Агостиньо Нето. МПЛА превратилась в массовую партию, государственный аппарат функционировал под плотным партийным контролем. Генеральный секретарь МПЛА Лусио Лара являлся вторым лицом во властной иерархии. Первым главой правительства был Лопу ду Нашсименту, но в конце 1978 года пост премьер-министра был упразднён. Во главе правительства стал непосредственно президент Нето (возникли предположения о президентских амбициях Нашсименту, подкреплённых тесными связями в Москве).
Представительные органы в НРА существовали, но не имели большого политического значения. Первые формальные выборы в Национальную ассамблею проходили в 1980 году, следующие — в 1986 году. Избирательная система основывалась на делегировании полномочий без прямого голосования. В первом случае все мандаты достались представителям МПЛА, во втором часть мест была отдана беспартийным сторонникам.
Силовой опорой правления МПЛА являлись ФАПЛА. Во главе вооружённых сил НРА стояли верховный главнокомандующий Агостиньо Нето, министр обороны Энрике Каррейра и начальник генштаба Жуан Луиш Нето Ксету. Полицейским корпусом командовал Сантана Петрофф. Особое место занимала служба госбезопасности DISA, которую возглавляли Луди Кисасунда и Энрике Онамбве. Силовые структуры, переплетённые с партийно-государственным аппаратом, обладали в НРА серьёзным политическим влиянием, министр Каррейра был третьим лицом партии и государства.
Важную роль играли идеологический аппарат и система пропаганды. В первые годы правления пропаганда МПЛА встречала заметный отклик, прежде всего среди образованной городской молодёжи. В систему образования вкладывались значительные средства и усилия. К середине 1980-х начальное обучение проходили около полутора миллионов школьников, обучены грамоте до полумиллиона взрослых (население Анголы составляло тогда менее десяти миллионов). Образовательные программы были жёстко идеологизированы в духе коммунизма и отчасти африканского социализма. Отличительной чертой политики МПЛА являлось сдержанное отношение к религии и церкви. Атеистическая пропаганда почти не велась. Со своей стороны, католические иерархи и протестантские проповедники воздерживались от политической оппозиционности.

### Экономическая система
Экономическая политика МПЛА в целом основывалась на установках реального социализма. Национализировались индустрия, банки, транспорт, коллективизировалось сельское хозяйство. Производство и торговля находились под партийным контролем. Стратегический курс формулировался в Министерстве планирования (первый глава — Карлуш Оливейра Дилолва), практическое исполнение поручалось Министерству финансов (первый глава — Сайди Мингаш). В то же время в стране процветал чёрный рынок, который не удавалось искоренить ни полицейскими, ни экономическими мерами.
Большое внимание уделялось восстановлению разрушенного войнами хозяйства, созданию национальной промышленности. Финансовая политика рассматривалась как довольно сбалансированная и прагматичная. Государственный долг удерживался на относительно низком уровне. Этому способствовали доходы от ангольского нефтеэкспорта. Нефтяная отрасль работала в кооперации с американской компанией Gulf Oil.
Важное значение имела экономическая помощь СССР и восточноевропейских государств. С другой стороны, представители УНИТА обвиняли «кубинских колонизаторов» в извлечении односторонних выгод из экономических связей — в частности, были демонтированы построенные португальцами сахарные заводы, чтобы обеспечить сбыт кубинского сахара.

### Международные отношения
Международная политика НРА основывалась на тесном союзе с государствами Советского блока. Кубинские войска в Анголе непосредственно вели боевые действия. СССР поставлял оружие для ФАПЛА и оказывал финансово-экономическую помощь. Общий объём советских субсидий в середине 1980-х достигал 2 миллиардов долларов. Советские инструкторы и советники готовили военные кадры НРА, обслуживали военную технику, консультировали ангольское командование, планировали военные операции. Военно-дипломатические предупреждения Москвы ограничивали возможности ЮАР в отношении Анголы. Заметное содействие ФАПЛА, DISA и пропагандистскому аппарату оказывали ГДР и ЧССР. Отдельно осуществлялось взаимодействие с СРР — румынские специалисты обучали персонал ВВС Анголы. Союзником НРА являлась также СФРЮ.
Из африканских стран ближайшими союзниками НРА были родственные однопартийные режимы НР Мозамбик (ситуация в Мозамбике вообще во многом напоминала ангольскую) и НР Конго. Тесные связи установились с левыми правительствами Гвинеи, Танзании, с 1980 — Зимбабве. Президент Замбии Кеннет Каунда наладил позитивные отношения одновременно с Нето и Савимби, периодически выступал в качестве посредника. В арабском мире союзником НРА была Ливийская джамахирия.
Дружественные отношения поддерживались с Бразилией и Испанией. Президент Бразилии Эрнесту Гайзел признал НРА первым, за несколько дней до официального провозглашения. Это объяснялось сближением крупных лузофонских государств по разные стороны Атлантики. Несмотря на антикоммунизм бразильских властей, НРА получала от Бразилии даже военную помощь.
Крайне напряжёнными оставались отношения НРА с ЮАР и Заиром. В ходе войны за независимость Намибии ангольские власти предоставляли СВАПО базы и плацдармы на своей территории. Подразделения ФАПЛА проникали в Юго-Западную Африку и участвовали в совместных операциях с боевиками СВАПО. Южноафриканские войска совершали рейды на территорию Анголы, уничтожали базы СВАПО, наносили удары по ФАПЛА. В 1984 году в замбийской столице Лусаке были заключены анголо-южноафриканские договорённости: стороны обязались прекратить взаимные удары и поддержку повстанческих движений. Однако достигнутое соглашение не выполнялось обеими сторонами.
Дважды — весной 1977 и весной 1978 — с ангольской территории совершались прорывы боевиков ФНОК в заирскую провинцию Шаба. В 1979 году президенты Нето и Мобуту заключили соглашение при посредничестве США: Заир прекращал поддержку ФНЛА и ФЛЕК, Ангола — поддержку ФНОК в Шабе. Эти договорённости выполнялось в большей мере, нежели лусакские.

### Внутренние конфликты
Борьба за власть, обоснованная некоторыми идеологическими расхождениями, привела к острому конфликту внутри МПЛА. Против правящей группы Нето—Лары—Каррейры выступила «фракция Nitistas». Во главе этой группировки стоял член ЦК и министр внутренней администрации Ниту Алвиш. Его поддерживали влиятельные политики и военачальники — политкомиссары ФАПЛА Жозе Ван Дунен, Эдуарду Бакалофф, Луиш душ Пасуш, командир бригады спецназа Жакоб Каэтану, мэр Луанды Педру Фортунату, куратор молодёжной политики и общественных организаций Сита Валлиш и другие.
Nitistas придерживались более ортодоксального коммунизма, нежели Нето и его окружение. Они требовали присутствия в Анголе не только кубинских, но и советских войск, выхода из Движения неприсоединения. В то же время они выступали с популистских позиций, против бюрократизма, номенклатурных привилегий и коррупции. Также Nitistas критиковали многорасовую политику Нето, призывали расширить представительство во власти чернокожих африканцев за счёт мулатов и белых. Главными противниками Nitistas являлись мулаты Лара, Каррейра и Онамбве.
27 мая 1977 Nitistas подняли в Луанде Мятеж «фракционеров». Были убиты несколько видных деятелей из окружения Нето, в том числе министр финансов Сайди Мингаш. Правительственные силы жестоко подавили выступление — снова при решающей поддержке кубинцев. Почти все лидеры Nitistas подверглись бессудным казням. (Также была ликвидирована маоистская Коммунистическая организация Анголы.) Массовые репрессии продолжались более двух лет, жертвами стали десятки тысяч людей.
Спустя несколько месяцев I съезд МПЛА в значительной степени принял программные требования уничтоженных Nitistas. Марксизм-ленинизм был объявлен официальной идеологией, движение переименовано в МПЛА — Партию труда. Любое инакомыслие жесточайше пресекалось, ни о какой фракционности не могло быть речи. В то же время отмечалось, что именно с конца 1977 года экономическая политика НРА стала более прагматичной. Установились взаимовыгодные связи со странами Запада. Произошло кратковременное, но заметное охлаждение анголо-советских отношений: мятежники были известны радикально просоветской позицией и тесными связями в Москве.

### Смена президента
10 сентября 1979 в московской клинике умер Агостиньо Нето. В исполнении обязанностей главы партии и государства вступил Лусио Лара. Однако он сам понимал, какое отторжение вызовет в качестве президента. Экстренно собранный съезд утвердил во главе МПЛА и НРА Жозе Эдуарду душ Сантуша, до того министра иностранных дел. Он не принадлежал к ближайшим сподвижникам Нето (как Лара, Каррейра, Кисасунда), считался фигурой компромиссной и управляемой.
Однако новый глава партии и государства быстро укрепил свою власть. Из партийно-государственного руководства были вытеснены Лара и Каррейра, удалены из силовых структур Кисасунда и Онамбве. DISA распущена ещё при Нето, функции переданы Mинистерству госбезопасности (MINSE). Полиция переведена из подчинения ФАПЛА в Министерство внутренних дел (MININT). На руководящие позиции выдвинулись доверенные лица душ Сантуша — Педру Тонья Педале (министр обороны), Кунди Пайхама (глава MININT и MINSE), Дину Матрос (глава MINSE), Френанду да Пьедаде Диаш душ Сантуш (генеральный комендант полиции, впоследствии глава MININT и премьер-министр), Алешандре Родригеш Киту (глава MININT), Аугушту Жорже ди Матуш (министр финансов). Пост генерального секретаря МПЛА оставался вакантным до середины 1990-х. На вторую позицию во властной иерархии постепенно выдвинулся Алешандре Киту.

### Ход войны
В стране продолжалась гражданская война. УНИТА не только сохранила свои вооружённые силы, но и преобразовала ФАЛА в эффективную повстанческую армию. Обширные территории в центре, на востоке и юге страны, населённые овимбунду, находились под контролем повстанцев Жонаша Савимби. Практически ежегодно Савимби объявлял поход на Луанду. В Уамбо и Баилундо размещались политические центры УНИТА, в Джамбе основная военная база ФАЛА.
С обеих сторон активно действовали иностранные союзники. Численность кубинского контингента в НРА к концу 1980-х достигла 60 тысяч. Кубинские войска участвовали в всех основных сражениях и обеспечивали перевес ФАПЛА. На стороне УНИТА действовали войска ЮАР. Крупные вторжения имели место в августе 1981 (операция «Протея») и декабре 1983 (операция «Аскари»).
Ангольское военно-политическое противостояние превратилось в важный участок глобальной Холодной войны. С 1985 года американская администрация Рональда Рейгана, сообразно Доктрине Рейгана, перевела поддержку УНИТА практически на открытые рельсы. 2 июня 1985 в Джамбе состоялась международная конференция антикоммунистических повстанцев.
Крупным событием истории НРА стала битва при Квито-Кванавале. Более полугода, с августа 1987 по март 1988, в провинции Квандо-Кубанго шли крупнейшие в Африке боевые действия со времён Второй мировой войны. Правительственные войска ФАПЛА и кубинские части были усилены боевиками СВАПО и Умконто ве сизве, в руководстве боевыми действиями участвовали военные советники из СССР и ГДР. В помощь УНИТА/ФАЛА были направлены южноафриканские регулярные подразделения. Обе стороны объявили себя победителями, но реально ни одна из сторон не добилась поставленных целей. В военном отношении итог оказался «ничейным»: силы УНИТА и ЮАР не смогли взять Квито-Кванавале; силы ФАПЛА и Кубы и союзников не смогли развить наступление; потери сторон в живой силе и технике были сопоставимы. Однако, поскольку взятие Квито-Кванавале было уверенно анонсировано, с политической стороны победителями выглядели НРА и Куба. Это сильно подорвало позиции южноафриканского правительства Питера Боты и способствовало скорому началу демонтажа апартеида в ЮАР.
«Патовый» исход битвы при Квито-Кванавале подтолкнул к поиску политического решения. Начались трёхсторонние переговоры НРА, ЮАР и Кубы о мирном урегулировании. 22 декабря 1988 было подписано Нью-Йоркское соглашение о предоставлении независимости Намибии и выводе иностранных войск из Анголы. С января 1989 года в Анголе начала работу Контрольная миссия ООН. 22 июня 1989 президент НРА душ Сантуш и президент УНИТА Савимби впервые встретились в Гбадолите при посредничестве Мобуту и договорились о прекращении огня. Но уже в августе договорённость была сорвана. Савимби вновь предпринял массированное наступление на Луанду. По признанию официальных властей НРА, впервые за годы войны возникла непосредственная угроза столице. ФАПЛА отразили напор ФАЛА, однако стало полностью очевидно: повстанцы не могут военным путём опрокинуть власть МПЛА, правящий режим не может военным путём покончить с повстанчеством УНИТА.

## Трансформация
Общемировые процессы на рубеже 1980—1990-х — Перестройка, революции 1989 года, распад СССР — побудили руководство МПЛА к масштабным преобразованиям. Была сделана ставка на реформирование системы. В 1990 году начался постепенный переход от НРА к иной государственной модели. МПЛА отказывалась от марксистско-ленинской идеологии, принимала многопартийную демократию и рыночную экономику.
В марте 1991 года Национальная ассамблея утвердила поправки в конституцию, покончившие с однопартийной системой. 31 мая 1991 душ Сантуш и Савимби при посредничестве Португалии, США и СССР подписали в Лиссабоне Бисесские соглашения о мирном урегулировании и демократическом транзите. 25 августа 1992 вступила в действие новая редакция Конституции Анголы как демократического государства. Изменилось и название — страна стала именоваться Республика Ангола. В ангольской истории начался новый этап.